# Yellowjackets (série télévisée)
Yellowjackets est une série télévisée américaine créée et produite par Ashley Lyle et Bart Nickerson et diffusée depuis le 14 novembre 2021 sur Showtime et en simultané sur Crave au Canada.
Au Québec, elle est diffusée depuis le 6 février 2022 à Super Écran, et en France, elle est diffusée sur Canal+ depuis le 3 mars 2022. Elle reste inédite dans les autres pays francophones.

## Synopsis
En 1996, une équipe de footballeuses du New Jersey se rend à Seattle pour un tournoi national. En survolant le Canada, leur avion s'écrase en pleine nature, et les rescapés passeront dix-neuf mois avant d’être secourus. La série raconte leurs tentatives de survie, tout en suivant la vie actuelle des personnages principaux en 2021.

## Distribution

### Acteurs principaux
- Sophie Nélisse (VF : Julia Boutteville) : Shauna Shipman[6]
  - Melanie Lynskey (VF : Natacha Muller) : Shauna adulte
- Jasmin Savoy Brown (VF : Justine Berger) : Taissa Turner
  - Tawny Cypress (VF : Géraldine Asselin) : Taissa adulte
- Sammi Hanratty (VF : Zina Khakhoulia) : Misty Quigley
  - Christina Ricci (VF : Marie-Eugénie Maréchal) : Misty adulte
- Sophie Thatcher (VF : Maryne Bertieaux) : Natalie Scatorccio
  - Juliette Lewis (VF : Laurence Charpentier) : Natalie adulte (saisons 1 et 2)
- Ella Purnell (VF : Marie Bouvet) : Jackie Taylor (saison 1, invitée saison 2 et 3)
- Steven Krueger (VF : Nessym Guetat) : Ben Scott (saison 1 à 3)
- Warren Kole (VF : Sylvain Agaësse) : Jeff Sadecki adulte
- Courtney Eaton (VF : Elsa Bougerie) : Charlotte « Lottie » Matthews (récurrente saison 1, principale depuis la saison 2)
  - Simone Kessell (VF : Stéphanie Lafforgue) : Charlotte « Lottie » adulte (saison 2 et 3)
- Liv Hewson (VF : Audrey Sablé) : Vanessa « Van » Palmer (récurrente saison 1, principale depuis la saison 2)
  - Lauren Ambrose (VF : Ludivine Maffren) : Vanessa adulte (saison 2 et 3)
- Kevin Alves (en) (VF : Erwan Tostain) : Travis Martinez (récurrent saison 1, principal depuis la saison 2)
- Sarah Desjardins (VF : Émilie Marié) : Callie Sadecki (récurrent saison 1 et 2, principale dès la saison 3)

### Acteurs secondaires
- Keeya King (S1) puis Nia Sondaya (S2) (VF : Déborah Claude) : Akilah (depuis la saison 1)
- Mya Lowe (S1-2) puis Vanessa Prasad (S3) : Gen (depuis la saison 1)
- Alexa Barajas (VF : Soizic Fonjallaz) : Mari Ibarra (saison 1 à 3)
- Luciano Leroux (VF : Mathys Varaillon) : Javi Martinez (saison 1 et 2)
- Alex Wyndham (VF : Benjamin Gasquet) : Kevyn Tan (saison 1 et 2)
- Jane Widdop (VF : Cindy Lemineur) : Laura Lee (saison 1)
- Rekha Sharma (VF : Annie Milon) : Jessica Roberts (saison 1)
- Peter Gadiot (VF : Gwendal Anglade) : Adam Martin (saison 1)
- Jenna Burgess (VF : Céline Legendre-Herda) : Melissa (depuis la saison 2)
  - Hilary Swank (VF : Marjorie Frantz) : Melissa adulte (depuis la saison 3)
- Elijah Wood (VF : Alexandre Gillet) : Walter Tattersall (depuis la saison 2)
- Nicole Maines (VF : Adeline Chetail) : Lisa (depuis la saison 2)
- Nuha Jes Izman (VF : Elia-Carmine Robbe) : Kristen (saison 2)
- John Paul Reynolds (VF : Nicolas Duquenoy) : Matt Saracusa (saison 2)
- Silvana Estifanos : Britt (depuis la saison 3)
- Anisa Harris : Robin (depuis la saison 3)
- Ashley Sutton : Hannah (depuis la saison 3)
- Joel McHale (VF : Alexis Victor) : Kodiak (saison 3)

### Invités
- Tonya Cornelisse (VF : Juliette Poissonier) : Allie Stevens (saison 1)
  - Pearl Amanda Dickson (VF : Melissa Berard) : Allie ado (saison 1)
- Carlos Sanz (VF : Thierry Gondet) : Bill Martinez (saison 1)
- Nelson Franklin (VF : Jerome Frossard) : Edwin (saison 3)

 Source et légende : version française (VF) sur RS Doublage et Doublage Séries Database

## Production
Le projet d'Ashley Lyle et Bart Nickerson débute en mai 2018, et le pilote a été commandé en septembre 2019.
Le casting principal débute le mois suivant avec Melanie Lynskey, Tawny Cypress et Jasmin Savoy Brown, Juliette Lewis et Christina Ricci, Ava Allan, Courtney Eaton, Briana Venskus et Liv Hewson.
La série est commandée le 17 décembre 2020, avec quelques changements à la distribution.
En juin 2021, la production ajoute Warren Kole, Peter Gadiot, Keeya King et Alex Wyndham, Sarah Desjardins, Kevin Alves et Alexa Barajas dans des rôles récurrents.
Le 16 décembre 2021, la série est renouvelée pour une deuxième saison, puis une troisième saison est commandée le 15 décembre 2022, et une quatrième saison le 20 mai 2025.

## Épisodes

### Première saison (2021-2022)
1. Pilote (Pilot)
2. F# (F Sharp)
3. La Maison de poupée (The Dollhouse)
4. Se donner à fond (Bear Down)
5. La Ruche ensanglantée (Blood Hive)
6. Les Saintes (Saints)
7. Pas de boussole (No Compass)
8. Le Vol du bourdon (Flight of the Bumblebee)
9. Apocalypse (Doomcoming)
10. Sic Transit Gloria Mundi

### Deuxième saison (2023)
Elle est diffusée depuis le 26 mars 2023.
1. Amis, Romains, compatriotes (Friends, Romans, Countrymen)
2. Complexe comestible (Edible Complex)
3. Digestif
4. De vieilles blessures (Old Wounds)
5. Deux vérités et un mensonge (Two Truths and a Lie)
6. Qui
7. L'Enterrement (Burial)
8. Elle a choisi (It Chooses)
9. Storytelling

### Troisième saison (2025)
Elle est diffusée depuis le 14 février 2025.
1. Fille tendance (It Girl)
2. Luxation (Dislocation)
3. C'est le jeu (Them's the Brakes)
4. 12 filles en colère et 1 Travis perché (12 Angry Girls and 1 Drunk Travis)
5. Est-ce que Taissa a fait ça ? (Did Tai Do That?)
6. Thanksgiving (Canada)
7. Coasser (Croak)
8. Une vie normale et ennuyeuse (A Normal, Boring Life)
9. Ainsi s'achève l'histoire (How the Story Ends)
10. La boucle est bouclée (Full Circle)

### Quatrième saison (2026)
Note : pour les informations de renouvellement voir la section Production.
Elle est prévue pour 2026.

## Accueil critique

### Presse
Le Monde salue une « mise en scène vigoureuse, spectaculaire », Trois Couleurs titre « un survival psychologique palpitant », Télérama juge la série « poussive par endroits, étouffée par son concept ».

## Distinction

### Nomination
- Golden Globes 2024 : Meilleure actrice dans un second rôle dans une série, une mini-série ou un téléfilm pour Christina Ricci